# Helle og Henrik Stub
Helle Stub (f. 5. maj 1946) og Henrik Stub (f. 9. juli 1944)  har i mange år formidlet  astronomi og rumfart gennem radio, TV, bøger, tidsskrifter og foredrag. 
Helle og Henrik Stub modtog i 2008 Tycho Brahe Medaljen og i 2014 den internationale pris European Science Writer Award for deres formidlingsarbejde gennem mange år.
Helle og Henrik Stub er begge uddannet på Københavns Universitet som cand.scient. i astronomi, fysik og matematik. De har undervist på Middelfart Gymnasium 1972-1980 og Nordfyns Gymnasium 1980-2008. Helle og Henrik Stub har undervist i astronomi i gymnasiet fra 1995, hvor astronomi blev et selvstændigt fag, og frem til 2008. Henrik Stub har desuden været ekstern lektor i astronomi på Syddansk Universitet 1976-79.
Parret har holdt foredrag og portrætudsendelser i radioen og medvirken i bl.a. Danmarks Radios serie 'Lexicon'. Desuden tv-udsendelser om astronomi og rumfart. Helle og Henrik Stub har gennem flere år redigeret Radioens Rumredaktion, der oprindeligt blev etableret af Joachim Jerrik.
De har været tilknyttet Illustreret Videnskab siden bladets start i 1984 og frem til 2012. Siden 2014 har de været bloggere og skribenter på Videnskab.dk.
Gennem årene har de haft en omfattende foredragsvirksomhed, og siden 2013 har de holdt kurser på Folkeuniversitetet.
Helle og Henrik Stub er æresmedlemmer af Dansk Selskab for Rumfartsforskning.